# 青柳いづみこ
青柳 いづみこ（あおやぎ いづみこ、1950年6月4日 - ）は、日本のピアニスト、エッセイスト。学術博士（東京芸術大学）、大阪音楽大学名誉教授。ドビュッシー研究家。東京都出身。

## 来歴・人物
東京都杉並区阿佐ヶ谷に生まれ育つ。祖父は仏文学者青柳瑞穂。4歳からピアノを習う。東京芸術大学音楽学部附属音楽高等学校を経て東京芸術大学音楽学部卒業。フランスに留学し、国立マルセイユ音楽院首席卒業。東京芸術大学大学院博士課程修了。安川加壽子とピエール・バルビゼに師事。
1980年に帰国し、東京で初めてのリサイタルを開く。1989年、論文『ドビュッシーと世紀末の美学』によって東京芸術大学より学術博士を授与（フランス音楽の分野で初めての博士号だった）。1990年、文化庁芸術祭賞受賞。99年『翼のはえた指』で吉田秀和賞受賞、2001年『青柳瑞穂の生涯』で日本エッセイストクラブ賞受賞、2009年『六本指のゴルトベルグ』で講談社エッセイ賞受賞。

## ディスコグラフィー
- 『ドビュッシー・リサイタルI』WWCC-7287（『レコード芸術』特選盤）
- 『ドビュッシー・リサイタルII』WWCC-7367（『レコード芸術』特選盤）
- 『雅びなる宴』WWCC-7316（『レコード芸術』特選盤）

## 著書
- 『ハカセ記念日のコンサート』東京音楽社、1990年／ショパン（増補版）、2005年
- 『ショパンに飽きたら、ミステリー』国書刊行会、1996年／創元ライブラリ文庫、2000年
- 『ドビュッシー 想念のエクトプラズム』東京書籍、1997年／中公文庫（改訂版）、2009年
- 『翼のはえた指-評伝安川加壽子』白水社、1999年／白水Uブックス、2008年
- 『青柳瑞穂の生涯-真贋のあわいに』新潮社、2000年／平凡社ライブラリー、2006年
- 『水の音楽-オンディーヌとメリザンド』みすず書房、2001年／平凡社ライブラリー（増補版）、2016年
- 『無邪気と悪魔は紙一重』白水社、2002年／文春文庫、2010年
- 『双子座ピアニストは二重人格?─音をつづり、言葉を奏でる』音楽之友社、2004年
  - 『モノ書きピアニストはお尻が痛い』文春文庫、2008年
- 『ピアニストが見たピアニスト─名演奏家の秘密とは』白水社、2005年／中公文庫、2010年
- 『音楽と文学の対位法』みすず書房、2006年／中公文庫、2010年
- 『ピアニストは指先で考える』中央公論新社、2007年／中公文庫、2010年
- 『ボクたちクラシックつながり－ピアニストが読む音楽マンガ』文春新書、2008年
- 『六本指のゴルトベルク』岩波書店、2009年／中公文庫、2012年
- 『指先から感じるドビュッシー』春秋社、2009年
- 『水のまなざし』文藝春秋、2010年 - 少女が主人公の長篇小説
- 『グレン・グールド 未来のピアニスト』筑摩書房、2011年／ちくま文庫、2014年
- 『ドビュッシーとの散歩』中央公論新社、2012年／中公文庫、2016年
- 『アンリ・バルダ 神秘のピアニスト』白水社、2013年
- 『ピアニストたちの祝祭 唯一無二の時間を求めて』中央公論新社、2014年／中公文庫、2017年6月
- 『どこまでがドビュッシー？ 楽譜の向こう側』岩波書店、2014年
- 『青柳いづみこのMERDE!日記』東京創元社、2015年
- 『ショパン・コンクール 最高峰の舞台を読み解く』中公新書、2016年
- 『高橋悠治という怪物』河出書房新社、2018年9月
- 『ドビュッシー 最後の一年』中央公論新社、2018年12月
- 『阿佐ケ谷アタリデ大ザケノンダ』平凡社、2020年10月
- 『花を聴く花を読む』月曜社、2021年12月
- 『ヴィンテージ・ピアニストの魅力』アルテスパブリッシング、2022年9月
- 『ショパン・コンクール見聞録 革命を起こした若きピアニストたち』集英社新書、2022年10月
- 『パリの音楽サロン ベルエポックから狂乱の時代まで』岩波新書、2023年7月
- 『サティとドビュッシー　先駆者はどちらか』春秋社、2025年7月

### 共著ほか
- 『我が偏愛のピアニスト』中央公論新社、2010年／中公文庫、2014年 - 日本人ピアニスト10名との対話集。
- 『ドビュッシーのおもちゃ箱』沼辺信一共著、学研、2018年8月。CD付き
- 『対談 音楽で生きていく！　10人の音楽家と語るこれからのキャリアデザイン』アルテスパブリッシング、2019年11月。
- 『五人の手』高橋悠治、光嶋裕介、飛田正浩、山田うん共著、HeHe、2022年2月。
- 『蘇る、安川加壽子の「ことば」』音楽之友社、2022年5月。編・解説

## 解説
- 篠田節子『カノン』（文春文庫版）
- スチュアート・アイサコフ『ピアノの歴史』（河出書房新社）